# モノメチルアウリスタチンF
モノメチルアウリスタチンF（Monomethyl auristatin F；MMAF）は、合成抗悪性腫瘍剤である。多発性骨髄腫治療薬のベランタマブ マホドチンや、ボルセツズマブ マホドチン、デニンツズマブ マホドチン等一部の実験的抗がん抗体薬物複合体の一部をなす。MMAF-MAB-複合体の国際一般名では、MMAFに抗体との結合構造（下記参照）を加えたものをマホドチン（mafodotin）という。

## 作用機序
モノメチルアウリスタチンFは、微小管の重合阻害により細胞分裂を抑制する抗有糸分裂薬である。がん細胞上の構造に親和性の高い抗体と結合し、MMAFをがん細胞内に蓄積させる。

## 化学的特徴

MMAFとモノクローナル抗体(MAB)の結合構造の例。この例では結合基はマレイミドとカプロン酸からなる。この構造はマホドチンと呼ばれる。

MMAFは実際にはデスメチルアウリスタチンFである。即ち、N末端のアミノ基（構造式左側）は、アウリスタチンFでは2つのメチル基で置換されているが、MMAFでは1つのメチル基でしか置換されていない。

## 参考資料
1. ↑  Tai, Y. T.; Mayes, P. A.; Acharya, C; Zhong, M. Y.; Cea, M; Cagnetta, A; Craigen, J; Yates, J et al. (2014). “Novel afucosylated anti-B cell maturation antigen-monomethyl auristatin F antibody-drug conjugate (GSK2857916) induces potent and selective anti-multiple myeloma activity”. Blood 123 (20):  3128–38. doi:10.1182/blood-2013-10-535088. PMC 4023420. PMID 24569262.
2. ↑  Statement on a nonproprietary name adopted by the USAN Council: Mafodotin
3. 1 2  Dosio, F.; Brusa, P.; Cattel, L. (2011). “Immunotoxins and Anticancer Drug Conjugate Assemblies: The Role of the Linkage between Components”. Toxins 3 (12):  848–883. doi:10.3390/toxins3070848. PMC 3202854. PMID 22069744.